# هرفوي سمولتشيتش
هرفوي سمولتشيتش (مواليد 17 أغسطس 2000) هو لاعب كرة قدم كرواتي يلعب في مركز الدفاع في نادي آينتراخت فرانكفورت.

## وصلات خارجية
- هرفوي سمولتشيتش على موقع الاتحاد الأوربي (الإنجليزية)
- هرفوي سمولتشيتش على موقع اتحاد كرواتيا (الكرواتية)
- هرفوي سمولتشيتش على موقع قاعدة بيانات كرة القدم.إي يو (الإنجليزية)
- هرفوي سمولتشيتش على موقع Soccerbase.com (لاعب) (الإنجليزية)
- هرفوي سمولتشيتش على موقع Soccerway.com (الإنجليزية)
- هرفوي سمولتشيتش على موقع عالم كرة القدم.نت (الإنجليزية)